# Moždíř (zbraň)

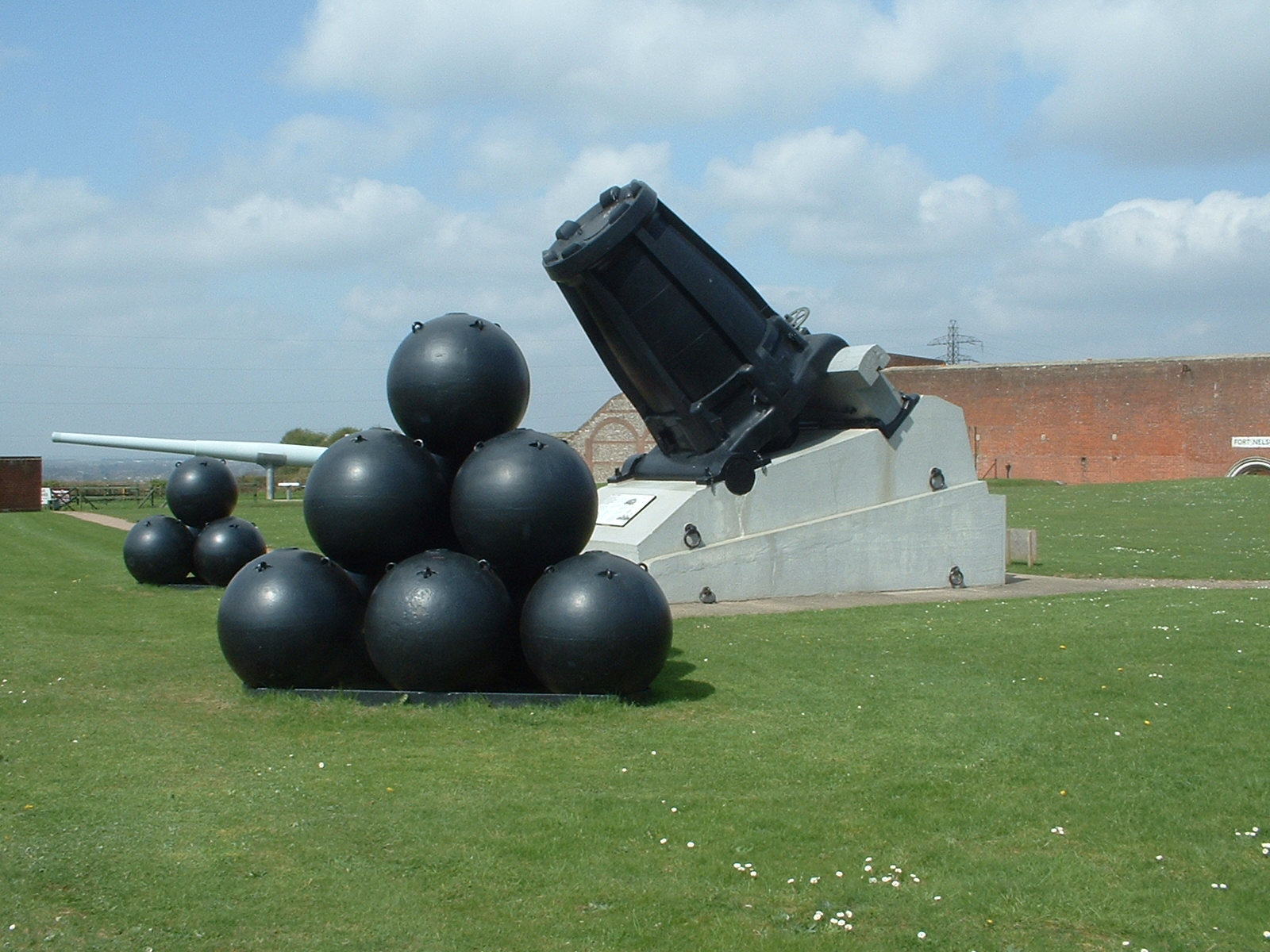
Největší britský Mallettův moždíř ráže 32 palců (914mm) z roku 1857, výbušné koule v popředí byly naplněny 217 kg černého střelného prachu

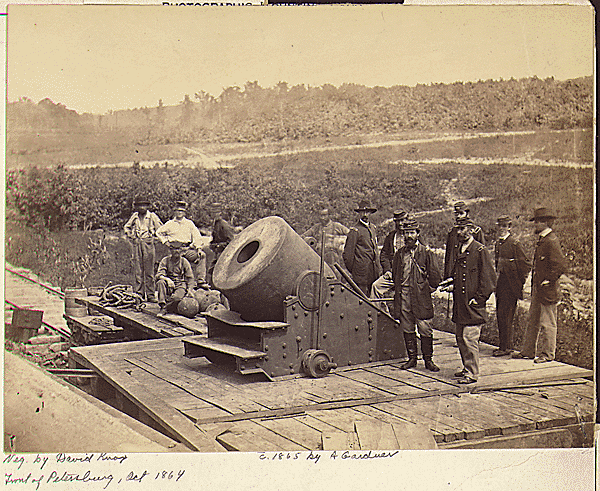
Americký moždíř z roku 1864

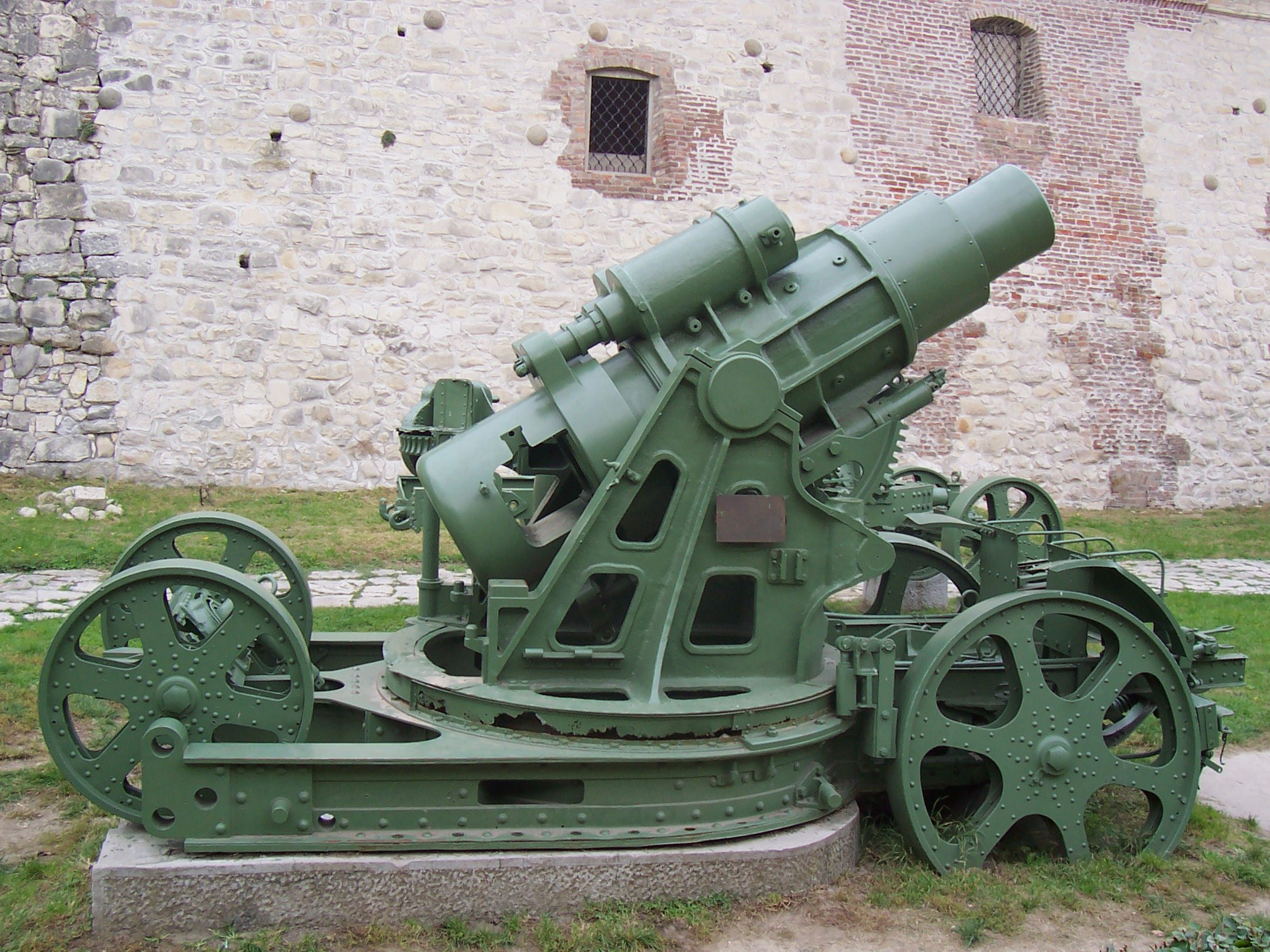
Moždíř Škoda vzor 1911 ráže 305mm v Bělehradě

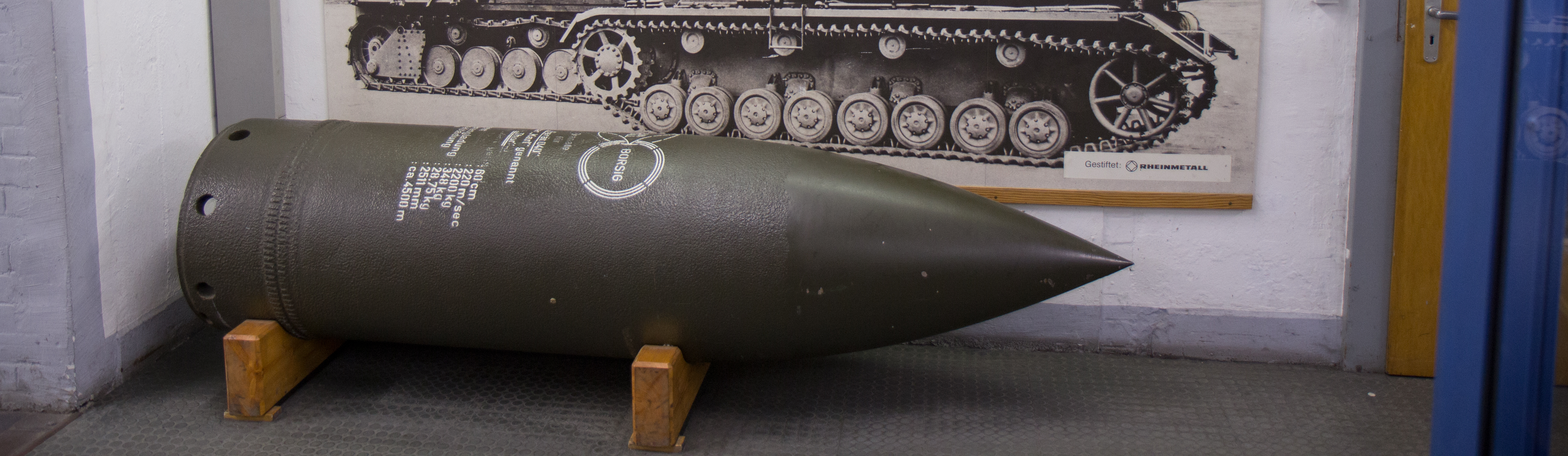
Samojízdný moždíř Karl (Gerät 040) – v popředí střela, na pozadí samotný moždíř a muniční vozidlo pro dvě střely

Moždíř je těžká dělostřelecká zbraň s krátkou a masivní drážkovanou nebo hladkou hlavní, která střílí (téměř) výhradně pod vysokým úhlem. Používal se jako obléhací nebo pevnostní dělo při dobývání a obraně pevností. Délka hlavně je zpravidla méně než 15 ráží.
Staré obléhací moždíře měly krátkou a velmi masivní hlaveň se zúženou komorou. Nabíjely se ústím hlavně a vystřelovaly výbušné střely plněné střelným prachem. Mnoho historiků datuje první použití moždíře na rok 1453 při obléhání Konstantinopole.[zdroj⁠?!] Postupně vznikly i například přenosné moždíře na lodích v 18. století (v období sedmileté války). Oblíbenost moždířů začala upadávat v napoleonském období.
Modernější moždíře se používaly během první světové války, především na západní frontě při dobývání belgických a francouzských pevností a opevnění, ale i na italské frontě.
Moždíře mají krátkou hlaveň, jejíž délka zpravidla nepřevyšuje 15 kalibrů a často je méně než 10 kalibrů. Při boji proti pevnostem spoléhají na to, že střela vystoupá do výšky a odtud bude padat téměř kolmo volným pádem, přičemž získá dostatečnou rychlost a energii na proražení betonových a železobetonových stropů pevnostních objektů. Z toho důvodu jsou také střely (granáty) pro moždíře velmi těžké, těžší než soudobé letecké bomby.
Například moždíř Škoda vzor 1911 kalibru 305 mm střílel střely (granáty) s hmotností 287 kg na vzdálenost 11,3 km a střely s hmotností 384 kg na vzdálenost 9,8 km. Rychlost střelby byla kolem deseti ran za hodinu.
Jednou z posledních armád, které používala moždíře, byla německá armáda během druhé světové války. Zavedla tažený 211mm (21 cm/L29) moždíř 18 s dostřelem 16 725 metrů a délkou hlavně 29 kalibrů (na moždíř velmi dlouhá hlaveň).
Samohybný moždíř Karl (Gerät 040) měl kalibr 60 cm / L8, 45 (později přestavěný na ráži 54 cm / L13 – Gerät 041) a měl být použit během západního tažení proti pevnostem Maginotovy linie, později byly nasazeny proti Brestské pevnosti a při bojích o Sevastopol a nakonec během varšavského povstání. Používal dva typy protibetonových granátů o hmotnosti 1,7 tuny, s náplní 280 kg trhaviny a s dostřelem 4,2–6,6 km a s hmotností 2,18 tuny, náplní 384 kg trhaviny a dostřelem 2,8–4,3 km, a trhavý granát s hmotností 1250 kg a náplní 460 kg trhaviny a dostřelem 4,2–6,6km. Pracovní náplň byla proměnlivá 32–36 kg střelného prachu a počáteční rychlost střel byla 190–290 m·s−1. Protibetonové granáty dokázaly prorazit 2,5 m tlustý železobeton nebo 35 cm tlustý ocelový pancíř. Gerät 041 kalibru 54 cm měl delší hlaveň a vystřeloval snadněji granáty na vzdálenost až 10 400 m. Bylo vyrobeno šest vozidel se zbraní ráže 60 cm a jedno se zbraní 54 cm, každé vážilo více než 120 tun. Jedno (jediné?) zachované vozidlo se nachází v ruském tankovém muzeu Kubinka u Moskvy.
Po druhé světové válce se moždíře přestaly používat úplně. V moderní armádě jeho funkci převzal minomet a houfnice.